# Gajara
Gajara (nep. गजरा) – gaun wikas samiti w zachodniej części Nepalu w strefie Seti w dystrykcie Achham. Według nepalskiego spisu powszechnego z 2011 roku liczył on 354 gospodarstwa domowe i 1599 mieszkańców (907 kobiet i 692 mężczyzn).